# Angers
Angers [ɑ̃ˈʒe] pronunțieⓘ este un oraș în Franța prefectura departamentului Maine-et-Loire în regiunea Pays de la Loire. Zona înconjurătoare mai este denumită Anjou. Orașul propriu-zis are aproximativ 150.000-160.000 locuitori, aglomerația urbană numită Angers Loire Métropole având 280.000 locuitori.
Orașul se află situat pe ambele maluri ale râului Maine, afluent al Loarei.
Este cunoscut ca un important centru studențesc și industrial. Pe malul râului Maine se află Castelul Angers, a cărui construcție a debutat în secolul al IX-lea și care adăpostește o impresionantă tapiserie ilustrând Apocalipsa. Printre atracțiile turistice se mai remarcă Maison d'Adam (Casa Adam), Catedrala St. Maurice și Muzeul Jean Lurçat de Tapiserie și Artă Contemporană.

## Geografie

### Situare
Angers se află în imediata apropiere a confluenței râului Maine cu fluviul Loire, în departamentul Maine-et-Loire

### Climă
Climat temperat oceanice. Este numit aici "la douceur angevine".

## Cultură
Orașul posedă o serie de cinematografe (Multiplex, Variétés, Les 400 coups), teatre (Grand Théâtre, Le Quai, Chanzy) și săli de expoziție. 
Un important pol cultural este reprezentat de Centre de Congrès, loc în care au loc conferințe, concerte, proiecții de film, etc.
O serie de evenimente au loc periodic în Angers. Printre acestea se numără Festivalul de Film Premiers plans (are loc în ianuarie, prima ediție: 1989), Festival d'Anjou (iunie-iulie, teatru), Festivalul Scoop al Jurnalismului (noiembrie).

## Muzee
- Muzeul de artă
- Muzeul Jean Lurçat de tapiserie contemporană
- Muzeul de istorie naturală
- Muzeul David d'Angers (sculptură)

## Educație
- École supérieure des sciences commerciales d'Angers

## Sport
Angers SCO este principalul club sportiv din Angers.
Există și un număr important de piscine deschise publicului: Monplaisir, La Baumette, La Roseraie, André Bertin, Jean Bouin (unde s-au organizat în 2008 campionatele naționale de înot ale Franței).

## Personalități
- Albin de Angers (ca. 469-550), episcop; din Mănăstirea Saint-Aubin din Angers⁠(fr)[traduceți] se mai păstrează doar turnul (monument istoric);
- René de Anjou (1409-1480), rege;
- Jean Bodin (1530-1596), jurist;
- Michel Lelong (1925-2020), preot.

## Demografie
| 1793   | 1800   | 1806   | 1821   | 1831   | 1836   | 1841   | 1846   | 1851   |
| ------ | ------ | ------ | ------ | ------ | ------ | ------ | ------ | ------ |
| 33 900 | 33 000 | 29 187 | 29 873 | 32 743 | 35 901 | 39 884 | 44 781 | 46 599 |

| 1856   | 1861   | 1866   | 1872   | 1876   | 1881   | 1886   | 1891   | 1896   |
| ------ | ------ | ------ | ------ | ------ | ------ | ------ | ------ | ------ |
| 50 726 | 51 797 | 54 791 | 58 464 | 56 846 | 68 049 | 73 044 | 72 669 | 77 164 |

| 1901   | 1906   | 1911   | 1921   | 1926   | 1931   | 1936   | 1946   | 1954    |
| ------ | ------ | ------ | ------ | ------ | ------ | ------ | ------ | ------- |
| 82 398 | 82 935 | 83 786 | 86 158 | 86 260 | 85 602 | 87 988 | 94 408 | 102 142 |

| 1962                                                          | 1968    | 1975    | 1982    | 1990    | 1999    | 2008    | - | - |
| ------------------------------------------------------------- | ------- | ------- | ------- | ------- | ------- | ------- | - | - |
| 115 252                                                       | 128 533 | 137 591 | 136 038 | 141 404 | 151 279 | 157 000 | - | - |
| Număr reținut începănd cu 1962: Populaţia fără numărări duble |         |         |         |         |         |         |   |   |